# 阿帕泰烏鄉
46°37′N 21°47′E / 46.617°N 21.783°E
阿帕泰烏鄉（羅馬尼亞語：Comuna Apateu, Arad），是羅馬尼亞的鄉份，位於該國西部，由阿拉德縣負責管轄，面積76平方公里，海拔高度92米，2011年人口3,176，人口密度每平方公里42人。